# Philip Hunloke
Philip Hunloke (26 de novembro de 1868 — 1 de abril de 1947) foi um velejador britânico, medalhista olímpico. Competiu nos Jogos Olímpicos de Verão de 1908 na classe 8 Metre e conquistou a medalha de bronze na disputa a bordo do Sorais com Alfred Hughes, Frederick Hughes, George Ratsey, William Dudley Ward e Constance Lewes.
Também serviu na Guerra dos Bôeres e na Primeira Guerra Mundial, chegando ao posto de major. Em 1928, foi nomeado Cavaleiro Comandante da Real Ordem Vitoriana.